# Torre Maura
Torre Maura är Roms femtonde zon och har beteckningen Z. XV. Zonen är enligt en teori uppkallad efter Fundus Mauricius ("Mauricius lantegendom"), vilken omnämns i Patrimonium Sancti Petri, en förteckning över påvedömets egendomar från 800-talet. Maura kan även åsyfta godset Casale di Sanctus Maurus från 1300-talet. Zonen Torre Maura bildades år 1961.

## Kyrkobyggnader
- San Giovanni Leonardi
- Santi Gioacchino e Anna al Tuscolano
- San Giuseppe Moscati
- Cappella di San Maura, vid Via di Torre Spaccata 41°52′03″N 12°35′13″Ö / 41.867625°N 12.587071°Ö

## Övrigt
- Villa Allegretti, vid Via Casilina
- Villa di Torre Maura
- Sepolcro circolare
- Muraccio di San Maura
- Torre Spaccata
- Parco Antonio De Falchi
- Parco delle Rupicole
- Edicola della chiesa San Giovanni Leonardi, i hörnet av Via dei Fagiani och Via dell'Airone 41°51′58″N 12°35′41″Ö / 41.866179°N 12.594723°Ö

## Kommunikationer
Tunnelbanestationer Linje A 
- Cinecittà
- Anagnina

Tunnelbanestation Linje C 
- Torre Maura